# Museo d'arte di San Paolo
Il Museo d'arte di San Paolo (in portoghese: Museu de Arte de São Paulo, o MASP), si trova nell'avenida Paulista, a San Paolo del Brasile.

## Storia
Fondato nel 1949 dal giornalista Assis Chateaubriand, magnate del gruppo Diários Associados, e dal giornalista e critico d'arte Pietro Maria Bardi, che ne restò curatore per 45 anni, il museo è un ente privato senza scopo di lucro, e costituisce uno dei più importanti centri culturali del paese. Il MASP è famoso per la straordinaria collezione custodita, ed è noto al grande pubblico per l'arditezza della sua architettura, tanto che l'edificio, opera dell'architetta Lina Bo Bardi, in sé rappresenta un'icona della città.

## Collezioni
Internazionalmente riconosciuta per la sua qualità e diversità, la raccolta di arte occidentale del MASP è considerata la più importante dell'intera America Latina, con opere che spaziano dall'arte classica a quella contemporanea.
Sono esposte opere di grandi artisti italiani dal Trecento al Settecento, tra cui Bernardo Daddi, Giovanni Bellini, Andrea Mantegna, Sandro Botticelli, Raffaello, Tiziano, Giambattista Pittoni, Tintoretto.
Tra i grandi pittori europei di età moderna, sono presenti opere di Hieronymus Bosch, Rubens, van Dyck, Frans Hals, Rembrandt, Lucas Cranach il vecchio, El Greco, Velázquez, Goya, Gainsborough, John Constable, Ingres, Delacroix, Daumier, Courbet, Corot.
Di grande importanza è anche la raccolta di opere di impressionismo e postimpressionismo, con dipinti di Cézanne, Manet, Monet, Renoir, Toulouse-Lautrec, van Gogh, e alcune sculture di Degas.
La pittura del XX secolo è rappresentata da Matisse, Chagall, Utrillo, Picasso, Dalì, Miró, Giuseppe Amisani, Modigliani, Sironi, Morandi, Carrà, Warhol.

## Opere principali

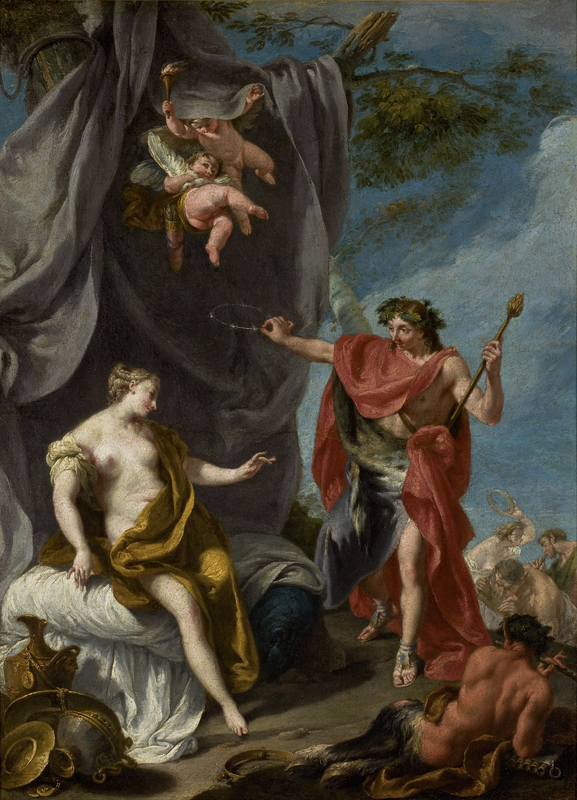
Bacco e Arianna, 1730-1735 di Giambattista Pittoni.

- Andrea Mantegna (attr.), San Girolamo penitente, 1449-1450
- Sandro Botticelli (o bottega), Madonna col Bambino e san Giovannino, 1490-1500
- Raffaello Sanzio, Resurrezione di Cristo, 1499-1502
- Giambattista Pittoni, Bacco e Arianna, 1730-1735
- Amedeo Modigliani:
  - Ritratto di Diego Rivera, 1914;
  - Ritratto di Leopold Zborowski , 1918
  - Autoritratto, 1919
- Toulouse-Lautrec:
  - Au Salon: le divan, 1893
  - L'Ammiraglio Viaud (1901)
- Vincent van Gogh, A Walk in the Evening, 1889
- Paul Cézanne:
  - Paul Alexis legge un manoscritto a Émile Zola, 1869-1870
  - The Negro Scipion, (1866);
- Édouard Manet, Portrait de Marie Lefébre, 1875
- Pierre-Auguste Renoir, The Smiling Woman, 1875
- Giuseppe Amisani, Signora in piedi,  1912
- Umberto Boccioni, Forme uniche della continuità nello spazio (originale in gesso), 1913
- Mario Tozzi, L'Angelo, 1975